# Константінос Флегкас
Константінос Флегкас (17 липня 1988) — грецький ватерполіст.
Учасник Олімпійських Ігор 2016 року.
Призер Чемпіонату світу з водних видів спорту 2015 року.